# Colaspidea metallica
Colaspidea metallica es una especie de coleóptero de la familia Chrysomelidae.
Fue descrita científicamente en 1790 por Rossi.